# Franjo Orlić Ladić
Franjo Orlić Ladić je bio hrvatski poduzetnik, rodom iz Punta na otoku Krku. 

## Životopis
S 15 godina se zbog loših gospodarskih uvjeta na svom rodnom otoku 1873. godine zaputio "trbuhom za kruhom" u Kostariku. Tamo se zaposlio u trgovini, ali ubrzo kupuje komad zemlje i počinje uzgajati kavu. Ubrzo otvara svoju tvornicu kave, koja radi i danas, ali nije više u vlasništvu obitelji Ladić.

Poduzetništvo je pokrenuo i u rodnom kraju otvorivši u Puntu prvu tvornicu tjestenine. Tvornica je bila tehnički napredna i imala je svoju struju čak dva desetljeća prije nego što je samo mjesto dobilo električnu energiju, a strojevi su naručivani direktno iz Beča.
Osnovao je Austro-hrvatsko parobrodarsko društvo d.d. koje je imala četiri broda koji su održavali linije po Kvarneru. Ta je tvrtka predak današnje Jadrolinije Bio je i među osnivačima Kupališnog društva u Puntu. O povezanosti Franja Orlića Ladića s rodnim krajem najbolje govori podatak da je više od 40 puta preplovio Atlantik. Poznat je i po gradnji "Vile Kostarike" u svom rodnom Puntu.
Orlić se u Kostariki oženio s Kostarikankom Franciscom Zamorom s kojom je imao devetero djece. Djed je bivšeg kostarikanskog predsjednika Francisca Orlicha Bolmarcicha.